# Marquez
Marquez é uma cidade localizada no estado norte-americano de Texas, no Condado de Leon.

## Demografia
Segundo o censo norte-americano de 2000, a sua população era de 220 habitantes.
Em 2006, foi estimada uma população de 233, um aumento de 13 (5.9%).

## Geografia
De acordo com o United States Census Bureau tem uma área de
3,1 km², dos quais 3,1 km² cobertos por terra e 0,0 km² cobertos por água. Marquez localiza-se a aproximadamente 115 m acima do nível do mar.

## Localidades na vizinhança
O diagrama seguinte representa as localidades num raio de 32 km ao redor de Marquez.